# Cech bursztynników w Królewcu

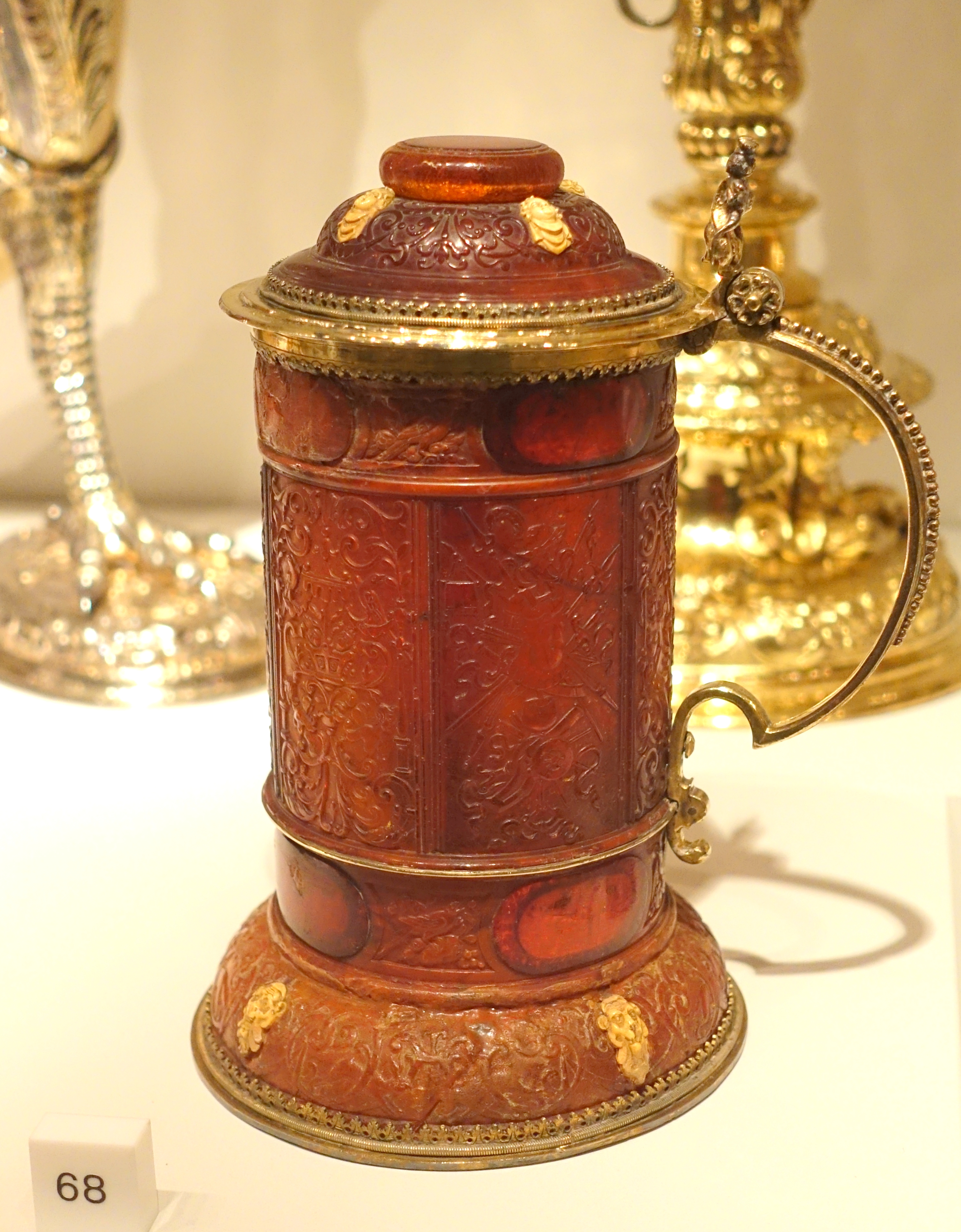
Kufel z bursztynu wykonany w 1628 przez Georga Schreibera i złotnika Andreasa Meyera dla elektora brandenburskiego i księcia pruskiego Jerzego Wilhelma Hohenzollerna (zbiory Muzeum Nordyckiego w Sztokholmie)

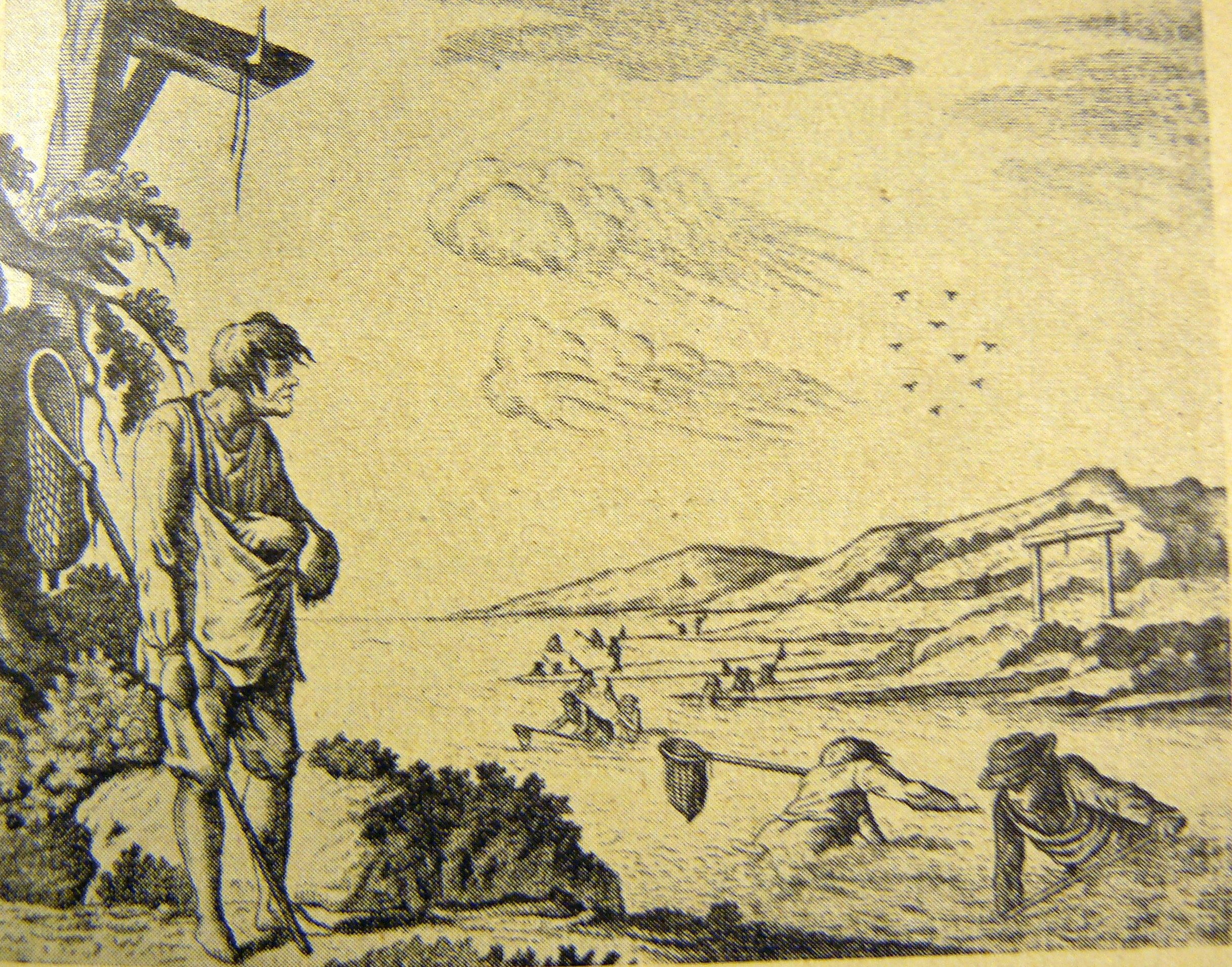
Zbieranie bursztynu, rycina z 1774 roku. Szubienice widoczne na plaży przypominały o karze za kradzież bursztynu

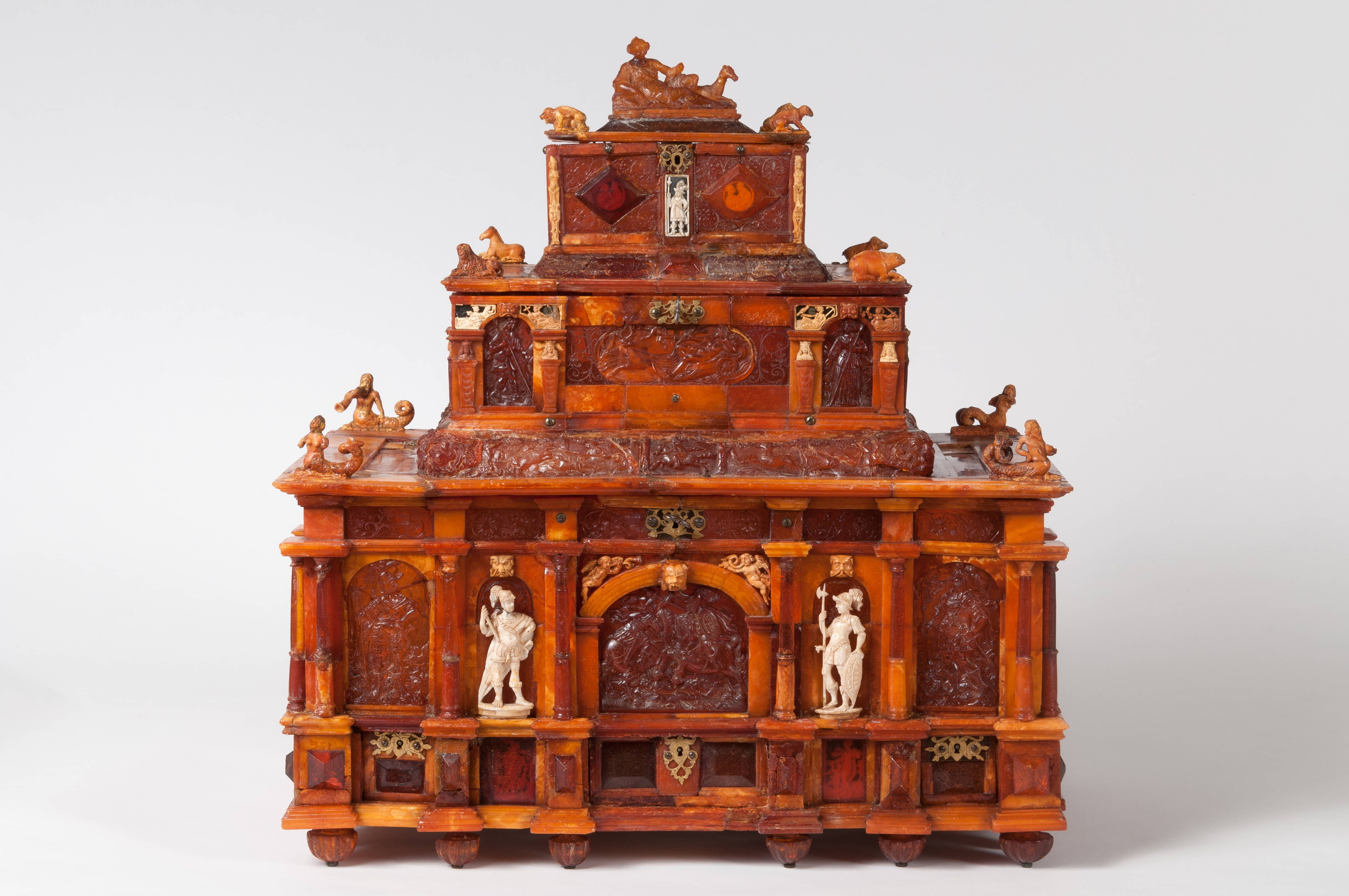
Szkatułka z bursztynu i kości słoniowej wykonana ok. 1660 w kręgu Heisego i Schreibera (zbiory Waddesdon Manor w Anglii)

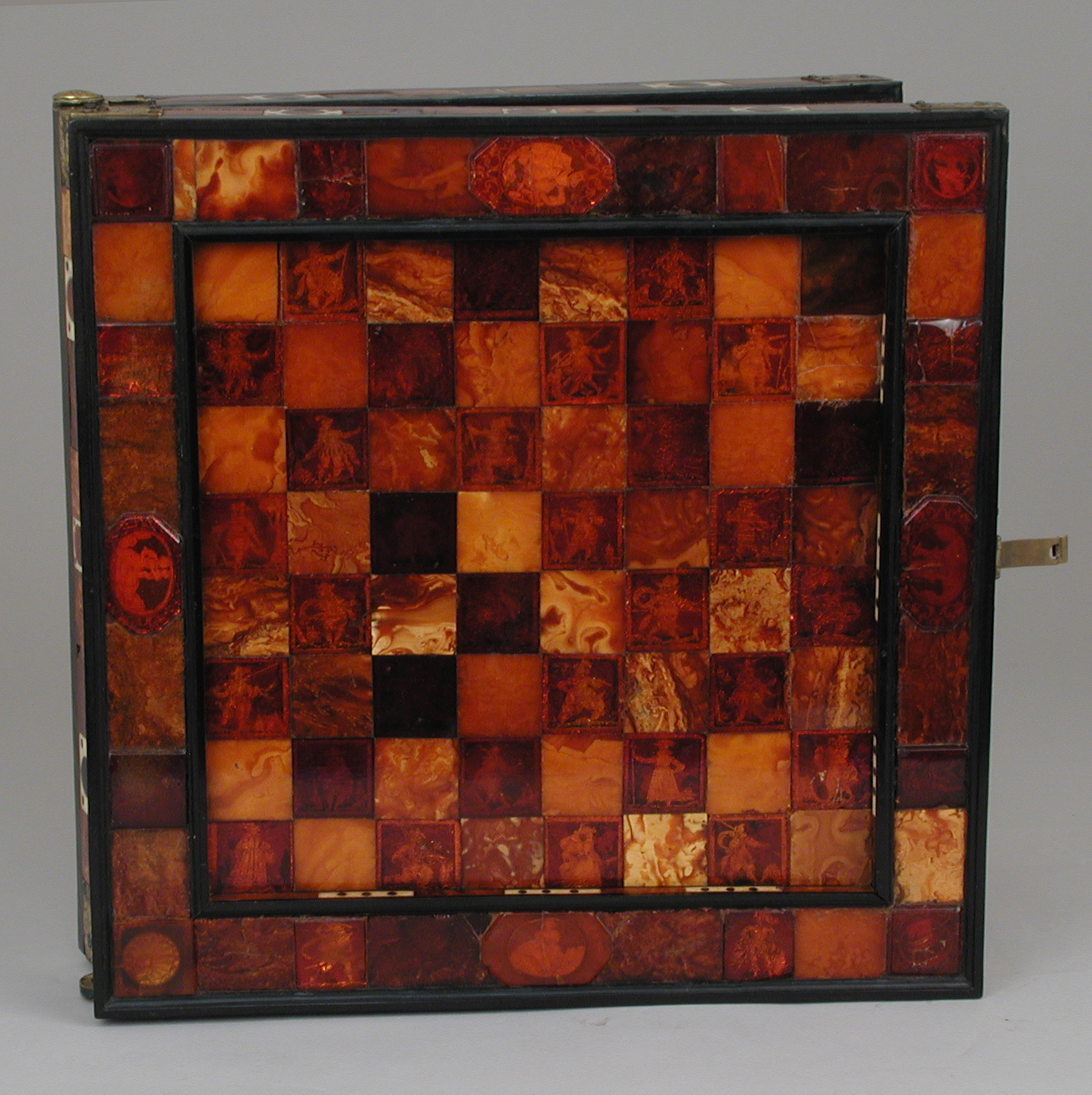
Szachownica z bursztynu, kości słoniowej i hebanu wykonana w XVII wieku w kręgu Schreibera (zbiory Metropolitan Museum of Art w Nowym Jorku)

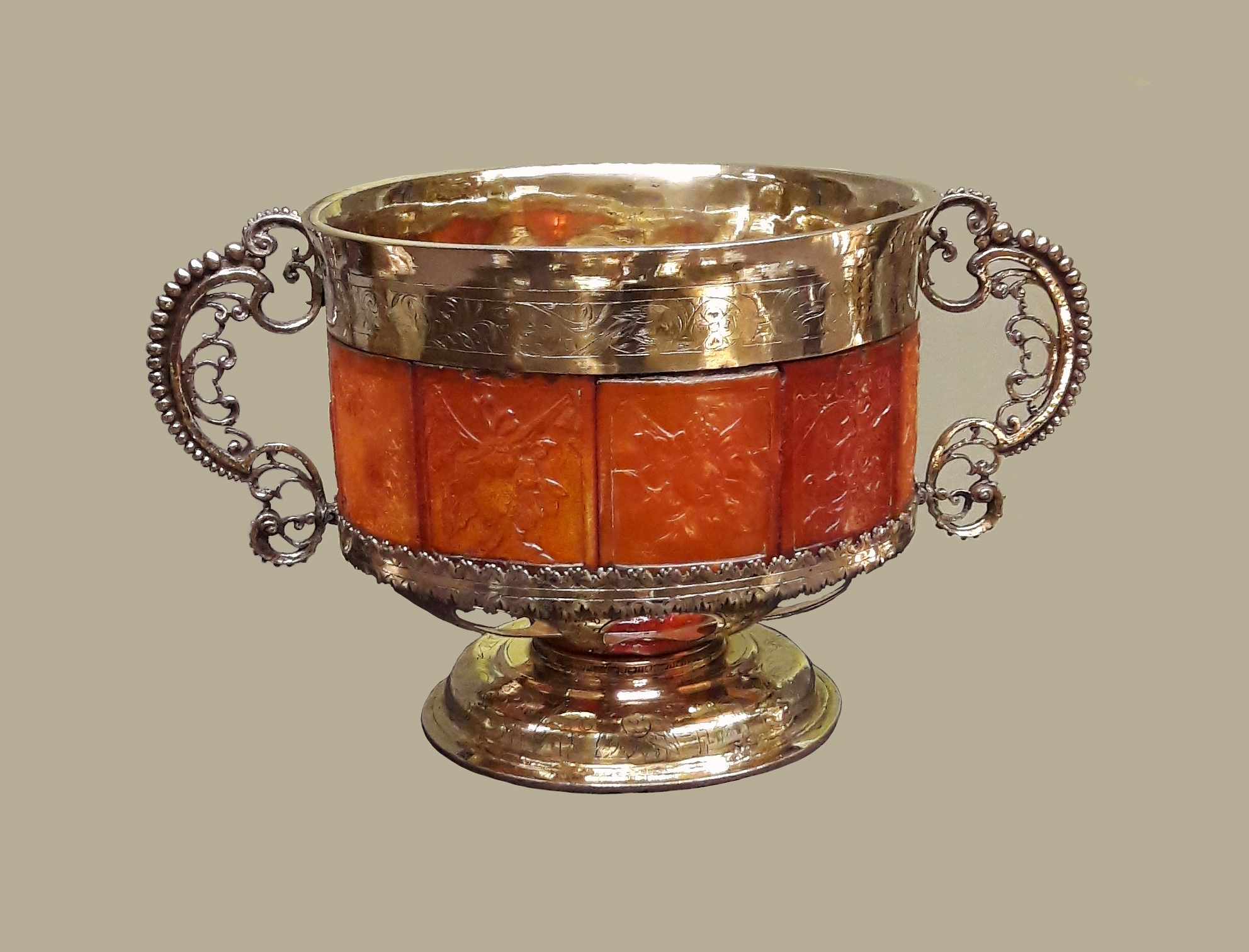
Puchar ze złoconego srebra i bursztynu, Królewiec, połowa XVII wieku (zbiory Muzeum Narodowego w Warszawie)

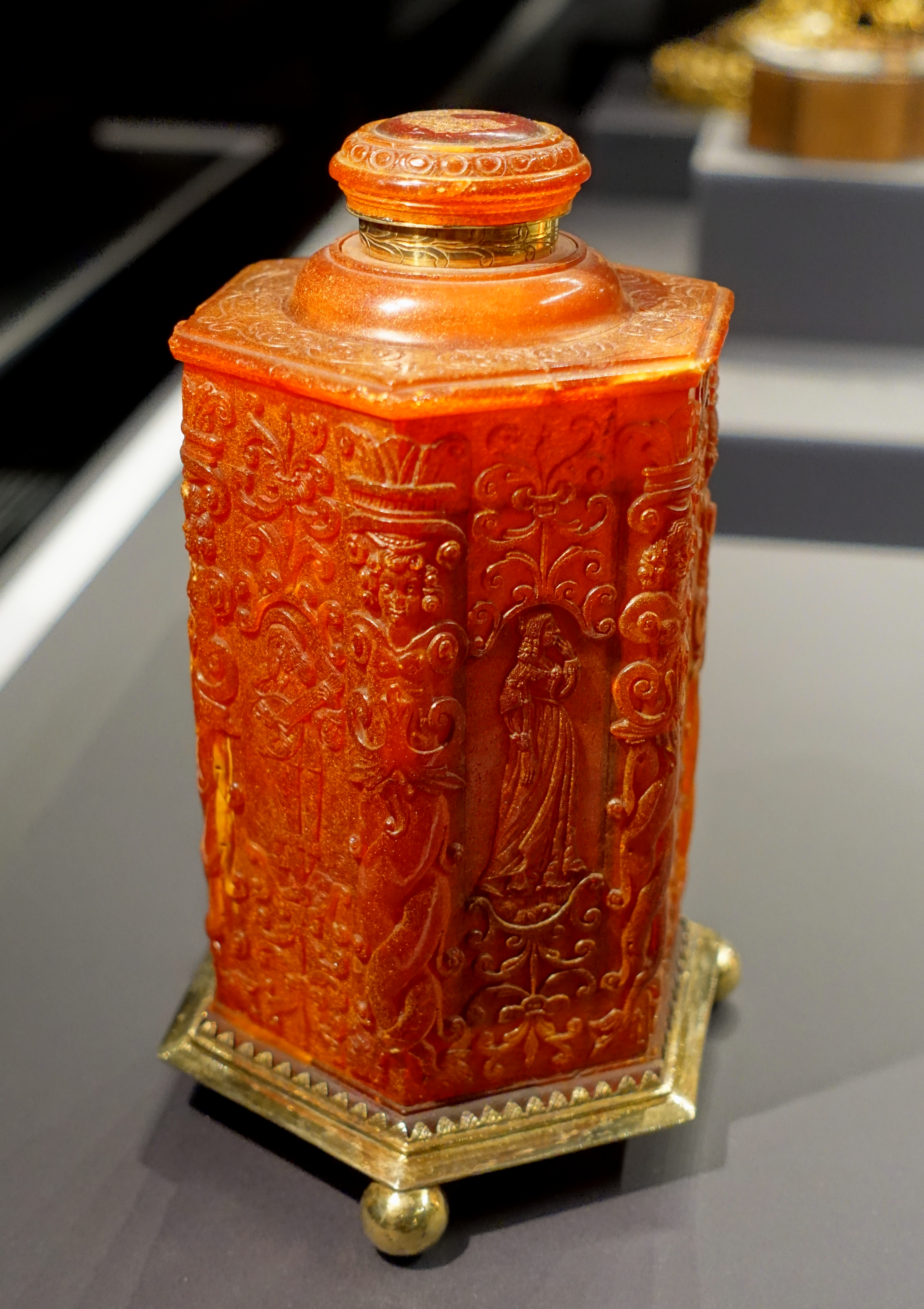
Pojemnik ze złoconego srebra i bursztynu, Królewiec, ok. 1640 (zbiory Hessisches Landesmuseum Darmstadt w Darmstadt)

Cech bursztynników w Królewcu – cech rzemieślników specjalizujących się w obróbce bursztynu i wytwarzaniu z niego wyrobów powstały w 1641 roku w Królewcu w Prusach Książęcych, od 1701 roku działający w Królestwie Prus.

## Tło historyczne
Duże złoża bursztynu rozmieszczone są wzdłuż południowego brzegu Bałtyku, szczególnie przy zachodnich brzegach Półwyspu Sambijskiego i w rejonie przybrzeżnym Zatoki Gdańskiej. Znajdywane bryłki bursztynu obrabiane były przez człowieka w tym rejonie już w mezolicie. W okresie rzymskim zaczęto na większą skalę pozyskiwać i wywozić surowy bursztyn znad południowego Bałtyku na południe Europy tzw. bursztynowym szlakiem, jednocześnie na lokalne potrzeby wytwarzano z bursztynu różne ozdoby, aż do powstania w Prusach państwa krzyżackiego, które od 1264 roku stopniowo ograniczało wolność zbioru bursztynu i jego obróbki. W 1394 roku Krzyżacy całkowicie zakazali zbioru i posiadania bursztynu przez ludność (za nielegalne zbieranie bursztynu na plaży groziła kara śmierci przez powieszenie i zmonopolizowali jego pozyskiwanie, tworząc sieć własnych, nadzorowanych poszukiwaczy i obowiązkowego skupu surowca od przybrzeżnych komturii przez władze centralne zakonu. Monopol objął również handel bursztynem. Krzyżacy wprowadzili także prawie całkowity zakaz wytwarzania na terenie ich państwa przedmiotów z bursztynu, a niemal cały surowiec gromadzili w Królewcu i tam sprzedawali rzemieślnikom Europy Zachodniej, zwłaszcza z Lubeki oraz Brugii, które to ośrodki wyspecjalizowały się dzięki temu w bursztyniarstwie. Wyjątkiem była tylko niewielka miejscowa produkcja przedmiotów bursztynowych dla władz krzyżackich. Cały eksport bursztynu na Zachód odbywał się przez Królewiec, a zyski czerpała administracja zakonna.
Utrata przez Zakon, w wyniku przegranej wojny trzynastoletniej i ustaleń pokoju toruńskiego w 1466 roku, Pomorza Gdańskiego spowodowała, że na tych ziemiach przestał obowiązywać zakaz produkcji z bursztynu, zniknął też państwowy monopol na handel i pozyskiwanie jantaru. Zaczęły się wówczas, tam i na Pomorzu Zachodnim, tworzyć wyspecjalizowane cechy bursztynników (m.in. gdański, elbląski, słupski), na podobieństwo istniejącego od początku XIV wieku cechu w Brugii i Lubece. Natomiast w pozostałym w państwie krzyżackim (potem Prusy Książęce) Królewcu, choć istnieli bursztynnicy, cechu przez długi czas nie zakładano, utrzymując monopol państwowy na zbiór i posiadanie jantaru, na przełomie XVI i XVII wieku za łamanie monopolu skazywano na surowe kary, łącznie z zachłostaniem na śmierć.

## Dzieje cechu w Królewcu
Do powstania cechu królewieckiego doprowadził w 1641 roku elektor Fryderyk Wilhelm I z inicjatywy miejscowych bursztynników Georga Schreibera i Lorenza Schnipperlinga, choć początkowo składał się on jedynie z dwóch wspomnianych mistrzów. Jednak już dwa lata później organizacja liczyła sześciu mistrzów. Był to najmłodszy cech bursztynniczy w regionie. Statut cechowy był wzorowany na gdańskim (który był też wzorem dla innych cechów regionu), z tą różnicą, że jako jedyny dopuszczał zatrudnianie przez mistrza maksymalnie trzech, a nie dwóch uczniów.
Mimo powstania cechu w Królewcu, aż do początków XVIII wieku prestiżowe zamówienia dworu władców pruskich (np. szkatuły, puchary, kielichy) zlecano zwykle mistrzom gdańskim lub elbląskim, a cech gdański był znacznie liczniejszy niż królewiecki. Rozkwit tego ostatniego zaczął się w drugiej dekadzie XVIII wieku. W 1726 roku król pruski Fryderyk Wilhelm I, w którego gestii były decyzje dotyczące sprzedaży sambijskiego surowca (będącego podstawowym źródłem surowca dla wszystkich gildii bursztynniczych rejonu Bałtyku), podjął decyzję o preferowaniu zapotrzebowania bursztynników z miast wchodzących w skład jego królestwa (Królewca i Słupska), którym przydzielił łącznie 2/3 sprzedawanego bursztynu, a konkurujące obce ośrodki otrzymały łącznie prawo zakupu 1/3 urobku, przy czym wkrótce potem jeszcze ograniczył eksport jantaru, nadając mistrzom królewieckim prawo pierwokupu części przeznaczanej dla obcych cechów. W 1733 roku kolejnym zarządzeniem władca ostatecznie zdecydował, że cały bursztyn pozyskany na terenie królestwa będzie udostępniany wyłącznie cechom w Królewcu (2/3) i Słupsku (1/3). Król zarządził też, by zamówienia państwowe w zakresie wyrobów jantarowych dawać głównie królewieckim rzemieślnikom, których ponadto zwolnił, wraz z uczniami i czeladnikami, z obowiązkowego dla innych poboru wojskowego. Skutkowało to szybkim wzrostem liczebności cechu królewieckiego, którego liczba mistrzów wzrosła z 24 w latach 20. do 48 w 1742 roku i 68 w 1755 roku, stał się on liczniejszy od gdańskiego. Ponieważ dalszy wzrost liczebności bursztynników groził kryzysem, gdyż ilość pozyskiwanego surowca była już wtedy mniejsza niż zapotrzebowanie, w tymże roku ówczesny władca Fryderyk II zarządził, iż odtąd cech nie może mieć więcej niż 68 mistrzów. Już wcześniej, bo w 1701 roku zredukowano maksymalną liczbę uczniów u jednego mistrza z trzech do jednego.
Od 1740 roku cech królewiecki musiał bronić na dworze pruskim swoich przydziałów deficytowego surowca, gdyż bursztynnicy słupscy systematycznie ponawiali próby zmiany parytetu z 1733 roku. Początkowo w 1748 roku król opowiedział się za utrzymaniem zasad podziału, lecz w 1764 roku słupszczanie doprowadzili do ustalenia, że obie organizacje będą otrzymywać po połowie pozyskiwanego w Sambii jantaru. Spór sukcesywnie odżywał, jednak z krótkimi przerwami niekorzystna dla Królewca zmiana trwała, aż do 1792 roku, gdy z drobnymi modyfikacjami została ostatecznie zatwierdzona przez władze. Pod koniec XVIII wieku, a zwłaszcza na przełomie XVIII i XIX wieku, m.in. z powodu deficytu surowca, zaznaczył się kryzys w działalności cechu, zwłaszcza w zakresie dużych dzieł artystycznych. W 1810 roku w państwie pruskim przyjęto ustawę o likwidacji od 1814 roku obowiązku działania wszystkich rzemieślników w cechach i przestrzegania statutów cechowych. Cechy mogły działać dalej, ale na zasadzie dobrowolności i bez prawa wyłączności. Spowodowało to generalny spadek liczebności lub nawet likwidację cechów w państwie.
Do znanych mistrzów cechu królewieckiego, oprócz Schreibera, należał działający w trzeciej ćwierci XVII wieku Jacob Heise.